# Guerin Sportivo

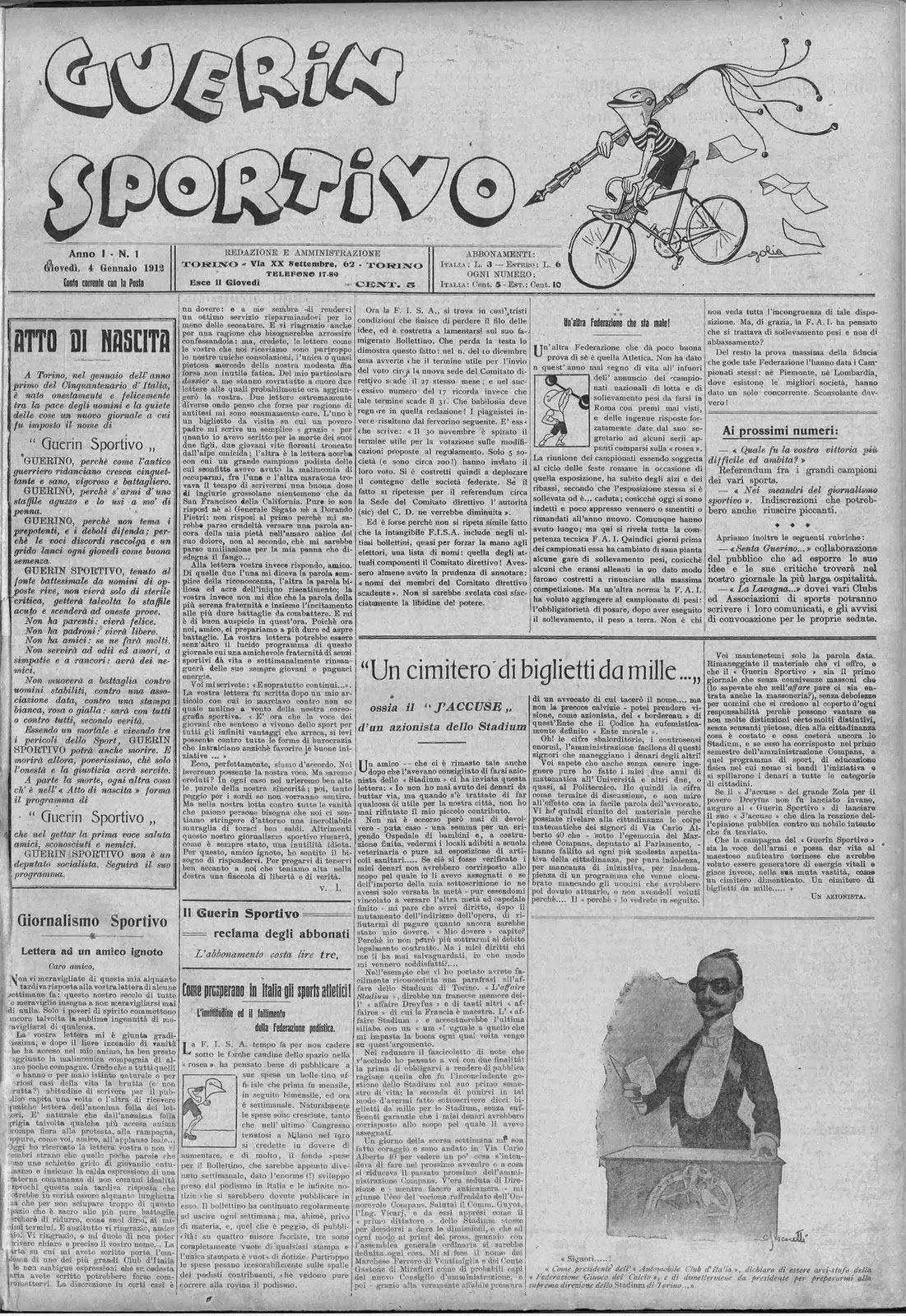
Primera página del número 1 del Guerin Sportivo

Il Guerin Sportivo (El Guerin Deportivo) es una revista deportiva italiana fundada el año 1912 en Turín por Giulio Corradino Corradini, Ermete Della Guardia, Mario Nicola, Nino Salvaneschi, Alfredo Cocchi y Giuseppe Ambrosini. 

## Historia
En Italia también se le conoce con el sobrenombre de «verdolino» debido a que originalmente se estampaba en papel de color verde. Originalmente, era un diario, pero a mitad de los años setenta cambió de formato, dando más importancia a la fotografía. Luego pasó a ser una revista y la edición pasó a la ciudad de Bolonia.
Esta revista otorga dos premios: el Guerin d'Oro, al mejor jugador de la serie A del calcio y el Trofeo Bravo al mejor jugador sub-21 de Europa. La redacción actual está formada por Alfredo Maria Rossi, Pier Paolo Cioni, Gianluca Grassi, Matteo Marani y Rossano Donnini.

## Lista de directores
Esta es la lista de los directores de la revista:
- Giulio Corradino Corradini (enero de 1912)
- Emilio Colombo (noviembre de 1936)
- Bruno Slawitz (mayo de 1947)
- Gianni Brera (septiembre de 1967)
- Franco Vanni (diciembre de 1973)
- Italo Cucci (febrero de 1975)
- Adalberto Bortolotti (noviembre de 1982)
- Italo Cucci (mayo de 1985)
- Adalberto Bortolotti (noviembre de 1986)
- Marino Bartoletti (septiembre de 1987)
- Paolo Facchinetti (agosto de 1990)
- Filippo Grassia (septiembre de 1991)
- Marino Bartoletti (febrero de 1993)
- Domenico Morace (febrero de 1994)
- Paolo Facchinetti, vicedirector responsable (julio-agosto de 1996)
- Italo Cucci (septiembre de 1996)
- Giuseppe Castagnoli (septiembre de 1998)
- Ivan Zazzaroni (septiembre de 1999)
- Andrea Aloi (julio de 2002).
- Mateo Marani (2008)